# Delvag
Delvag (o anche Delvag Versicherungs-AG) è una compagnia assicurativa sussidiaria di Lufthansa, specializzata in aviazione, trasporti e riassicurazione. Fornisce servizi assicurativi per il Lufthansa Group, assicura anche aeromobili e altri enti esterni al proprio gruppo. La sede principale dell'azienda è situata a Colonia, in Germania. Nel 2018, Delvag raggiunse per la prima volta un volume premi di oltre 100 milioni di euro, registrando un volume premi di 103,26 milioni di euro.

## Storia

### Fondazione
Delvag venne fondata nell'agosto del 1924, due anni prima di Lufthansa, da "Aero Lloyd Aktien-Gesellschaft", che si fuse con "Junkers Luftverkehr AG" nel 1926 per formare Deutsche Luft Hansa AG. Con l'aiuto di Delvag, Lufthansa fu la prima compagnia aerea al mondo a introdurre un'assicurazione obbligatoria contro gli infortuni per i suoi passeggeri. All'inizio degli anni '30, volare era considerato un rischio incalcolabile, quindi era escluso dalle polizze assicurative contro gli infortuni e sulla vita. Lufthansa assicurava anche i propri dipendenti contro la vecchiaia e la malattia.

### Dal 1968 agli anni '80
Alla fine degli anni '60, Delvag avviò la trasformazione da pura compagnia assicurativa di gruppo a compagnia assicurativa composita. Dal 1968 in poi, Delvag iniziò a sottoscrivere affari e riassicurazioni per conto di terzi, ampliando la propria offerta a società non appartenenti al Gruppo Lufthansa nei settori dell'aviazione e della logistica. Con la crescita della domanda di intermediazione assicurativa, Delvag fondò la sua prima società controllata, "Albatros Versicherungsdienste GmbH", nel 1980. La seconda sussidiaria, "Delvag Rückversicherungs-AG" (Delvag Rück), venne fondata nel 1985. Fu istituita per fornire una società indipendente per le attività di riassicurazione che si erano già sviluppate all'interno di Delvag. A tal fine, la maggior parte delle attività  di riassicurazione furono trasferite alla sussidiaria nel 1986.

### Sviluppi dagli anni 2000
Nel 2007, il Gruppo Delvag si trasferì nella nuova sede centrale di Lufthansa di fronte alla Koelnmesse. Nell'ottobre 2016, Delvag Rück venne fusa con "Delvag Luftfahrtversicherungs-AG" con effetto retroattivo all'inizio dell'anno. Nel 2015, entrambe le aziende totalizzavano un fatturato di 102,03 milioni di euro. Nell'ambito della fusione, Delvag Luftfahrtversicherungs-AG venne rinominata Delvag Versicherungs-AG. Le attività di riassicurazione vennero proseguite dagli ex dipendenti di Delvag Rück nella nuova divisione riassicurativa di Delvag Versicherungs-AG. La fusione mirava a rafforzare in modo sostenibile la base del capitale e la competitività. Inoltre, nel 2016 Delvag lanciò un servizio di assicurazione per droni. A partire da agosto 2022, Delvag ha interrotto questo servizio sia per i piloti commerciali che per quelli di aerei privati. I piloti commerciali, tuttavia, possono continuare a stipulare un'assicurazione su richiesta.
Nonostante un importante trasferimento della sua amministrazione nel 2017, Lufthansa mantenne la sua sede ufficiale a Colonia. Tra i dipendenti del gruppo rimasti a Colonia erano rimasti principalmente i 250 dipendenti di Delvag e Albatros, che si trasferirono nel centro della città.
Dopo il record del volume premi registrato l'anno precedente, nel 2019 il volume premi aumentò nuovamente, raggiungendo i 107,91 milioni di euro.
Nel 2021, Delvag concordò con la compagnia assicurativa specializzata nel settore danni "Randall & Quilter" di trasferire le attività di riassicurazione per un valore di circa 22 milioni di euro.

## Struttura aziendale
Insieme alla sua sussidiaria "Albatros Versicherungsdienste GmbH", Delvag Versicherungs-AG forma il Gruppo Delvag. Il gruppo è sia un assicuratore commerciale specializzato nei settori dell'aviazione e dei trasporti, sia un gestore di rischi intragruppo per Lufthansa. Delvag assicura anche aeromobili e supporta diverse altre aziende nel campo della riassicurazione. Assicura compagnie aeree nazionali e internazionali, aziende nel settore dell'aviazione e proprietari di jet privati. Nell'anno fiscale 2024, Delvag ha registrato un volume premi di 59,86 milioni di euro.
Il ramo assicurativo aviatorio comprende l'assicurazione sulla responsabilità civile aeronautica. Nel settore dell'assicurazione trasporti, Delvag offre servizi di intermediazione assicurativa, servizi logistici e di prevenzione delle perdite, con particolare attenzione al trasporto aereo e cargo. Inoltre, Delvag offre servizi di intermediazione assicurativa nel settore del trasporto marittimo e nel settore del commercio di diamanti e gioielli, nonché nel trasporto di banconote e altri carichi di valore. Nel settore della riassicurazione, i servizi vengono ampliati all'interno del Gruppo Lufthansa per rafforzare la "funzione captive" e la relativa copertura dei rischi per il gruppo.
Delvag ha una filiale a Tel Aviv, in Israele. Dal 2002, Albatros detiene le filiali "Albatros Financial Solutions" (precedentemente Albatros Service Center GmbH) e "Star Risk Services" a Dallas, negli Stati Uniti. Albatros serve anche il più grande gruppo d'acquisto di assicurazioni aeronautiche in Europa, con circa 50 compagnie aeree.

## Riconoscimenti
- 2017: premio per la formazione nella categoria "sviluppo e qualificazione del personale" per il progetto "Delvag Albatros Digital Network" dell'istituto di formazione professionale dell'industria assicurativa tedesca (BWV).[18]
- 2021: vincitore dell'European Captive Award nella categoria "Captive Collaboration Project" per il "progetto RISE" dell'European Captive Forum.[19]